# Cauerfilter
Ett Cauerfilter (efter Wilhelm Cauer) är ett filter inom signalbehandling som har ett överföringsband likt Tjebysjov II-filter men i regel något lägre ordning. Cauerfilter har rippel i både passband och spärrband.
Exempel på Cauerfilter:
Ett lågpassfilter med specifikationen: 
- fc = 30 kHz (passbandets gränsfrekvens)
- fs = 40 kHz (spärrbandets gränsfrekvens)
- Maximal dämpning (rippelhöjd) i passband = 1 dB
- Minimal dämpning i stoppband = 40 dB

Kan realiseras med en 5:e ordningens Cauerfilter.
I figuren nedan visas filtrets poler och nollställen i s-planet.

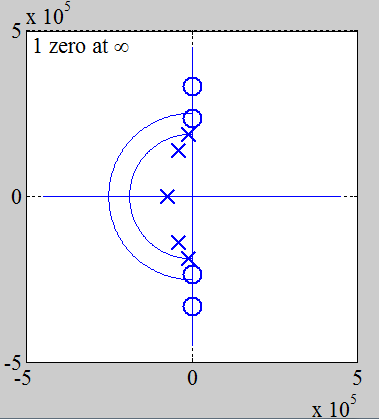
Poler och nollställen för en 5:e ordningens Cauerfilter, inre halvcirkeln motsvarar beloppet av passbandets gränsvinkelfrekvens (Wc) medan den yttre halvcirkeln motsvarar beloppet av spärrbandets gränsvinkelfrekvens (Ws).